# President de Turquia
El president de Turquia (en turc: Cumhurbaşkanı) és el Cap d'Estat de la República de Turquia. La presidència és en gran manera un càrrec cerimonial, però té algunes funcions importants. Entre aquestes, li pertoca la representació de la República de Turquia, simbolitza la unitat de la nació turca, i garanteix l'aplicació de la Constitució turca, i el funcionament organitzat i harmònic dels òrgans de l'Estat. Els articles 101 a 106 de la Constitució estableixen tots els requisits, elecció, deures i responsabilitats del càrrec de president. Aquest càrrec va ser establert amb la proclamació de la República de Turquia el 29 d'octubre de 1923. L'actual titular del càrrec és el president número 12, Recep Tayyip Erdoğan des del 28 d'agost de 2014.

Estandard del President de Turquia

## Elecció
Anteriorment, el president era elegit pels membres del Parlament turc. D'acord amb una esmena que va ser redactada el 2007, els futurs presidents seran elegits pels ciutadans a través d'una votació pública. Els candidats hauran de tenir més de quaranta anys i haver completat la seva educació superior. Poden ser membres del Parlament de Turquia, o ciutadans turcs comuns, sempre que compleixin aquests requisits i siguin elegibles com a membres del parlament.

## Presidents
Hi ha hagut 11 presidents de la República de Turquia des de la seva instauració, sense tenir en compte la llista de governants durant el règim anterior, l'Imperi Otomà.
1. Mustafa Kemal Atatürk: (29 d'octubre de 1923 - 10 de novembre de 1938)
2. İsmet İnönü: (10 de novembre de 1938 - 22 de maig de 1950)
3. Celal Bayar: (22 de maig de 1950 - 27 de maig de 1960)
4. Cemal Gürsel: (10 d'octubre de 1961 - 28 de març de 1966)
5. Cevdet Sunay: (28 de març de 1966 - 28 de març de 1973)
6. Fahri Korutürk: (6 d'abril de 1973 - 6 d'abril de 1980)
7. Kenan Evren: (9 de novembre de 1982 - 9 de novembre de 1989)
8. Turgut Özal: (9 de novembre de 1989 - 17 d'abril de 1993)
9. Süleyman Demirel: (16 de maig de 1993 - 16 de maig de 2000)
10. Ahmet Necdet Sezer: (16 de maig de 2000 - 27 d'agost de 2007)
11. Abdullah Gül: (28 d'agost de 2007 - 27 d'agost de 2014)
12. Recep Tayyip Erdoğan:(28 d'agost de 2014 - actual)

(Governants militars durant els cops d'estat van emprar el títol "Cap d'Estat" en comptes de "President".) 
- Cemal Gürsel: (27 de maig de 1960 - 10 d'octubre de 1961)
- Kenan Evren: (12 de setembre de 1980 - 9 de novembre de 1982)

## Presidents temporals
- Mustafa Abdülhalik Renda: (10 de novembre de 1938 -11 de novembre de 1938)
- Tekin Arıburun: (29 de març de 1973 - 6 d'abril de 1973)
- İhsan Sabri Çağlayangil: (6 d'abril de 1980 - 12 de setembre de 1980)
- Hüsamettin Cindoruk: (17 d'abril de 1993 - 16 de maig de 1993)